# Ринг-герл

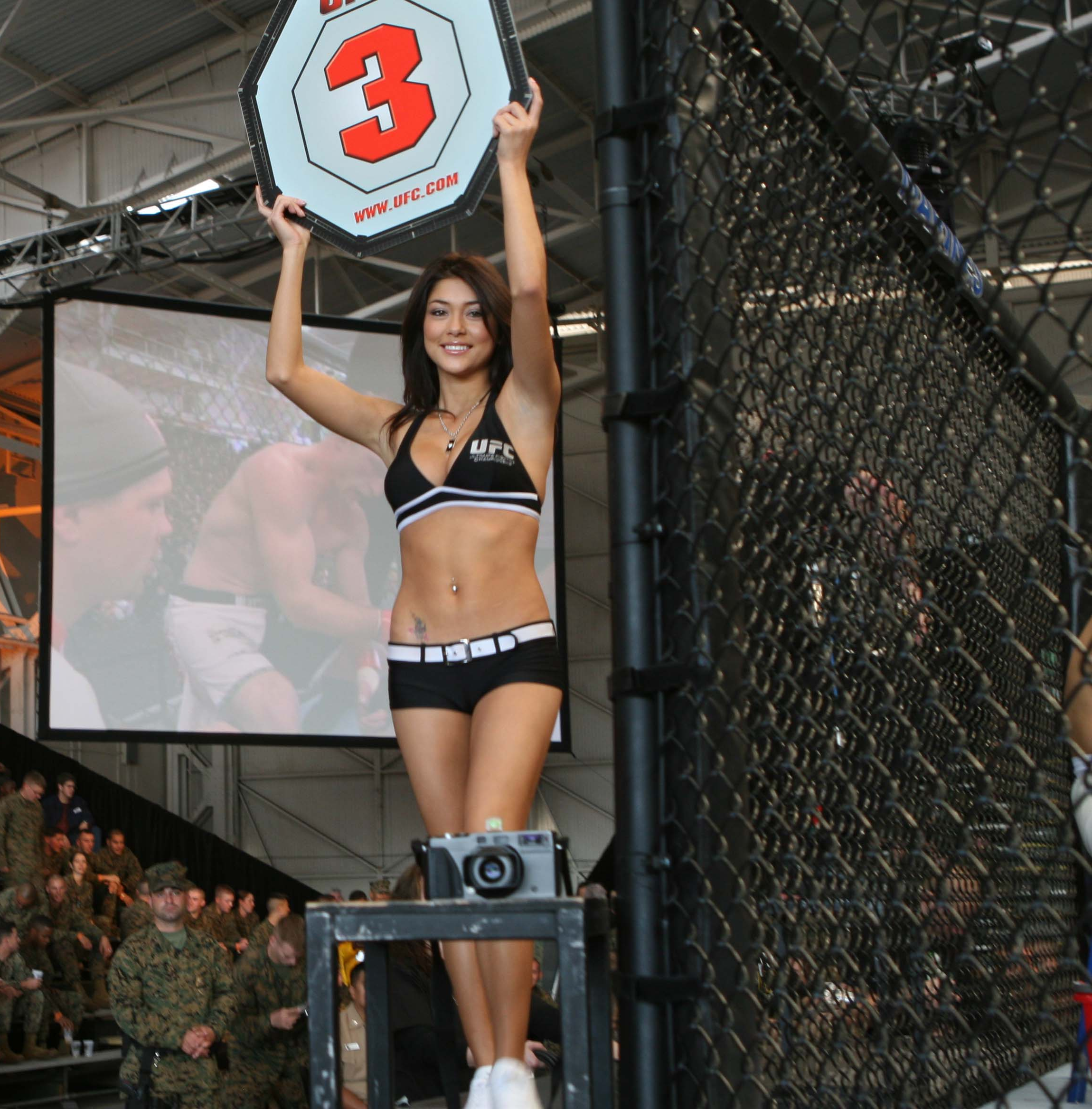
UFC ринг-ґьорл Аріанні Селесте показує початок третього раунду

Ринг-герл (англ. Ring girls — «дівчата рингу») — дівчата, які виходять на ринг з табличками-анонсами раундів в деяких видах спорту (бокс, змішані бойові мистецтва, кікбоксинг). Через те, що ринг-гьорлз критикувалися за надто відверті наряди, здатні перетворювати спорт на стрип-шоу, з 2015 року в російському боксі їм запропоновано скромніший одяг.

## Історія
Перший прообраз сучасних ринг-гьорлз з'явився у Великій Британії. В перервах між раундами дівчина розважала публіку виконанням відвертого танцю і віддалялась після повернення бійців. Тодішні промоутери об'єднали три головних подразнюючих фактори для отримання максимального результату: насолоджуючись їжею та напоями, глядачі не залишали своїх місць під час перерви і спостерігали за жіночим танцем.
На початку XX століття американський підприємець Текс Рікард перейняв цирковий досвід для організації перших вечорів боксу. Вивівши бокс із барів, він став використовувати дівчат для демонстрації табличок з номером наступного раунду. Таким чином промоутер повідомляв глядачів про початок раунду, йдучи по периметру рингу в той час, поки бійці відновлюються.
У 1965 році казино Hacienda у Лас-Вегасі приймало боксерський поєдинок, в якому ринг-ґел анонсувала раунди і моментально потрапила на обкладинку журналу Ring. Нововведення було успішним, і протягом наступних п'яти років відверті наряди дівчат ставали все більш відкритими. У 1970 році, на бійцівському турнірі в Гарлемі, ринг-гьорлз виступили топлес. Відтоді Атлетична Асоціація заборонила оголювати груди і встановила ряд завдань: анонс бійця та його супровід, рахунок раунду, демонстрація поясу переможця турніру.    
На початку 1980-х років Міжнародна федерація рестлінгу почала використовувати на своїх шоу октагон-гьорлз. В зарубіжних промоушенах вони традиційно працюють у бікіні або спортивній спідній білизні. Беручи участь в рингах MMA та UFC, октагон-гьорлз виконують ті ж функції, що й ринг-гьорлз. Згодом вони розповсюдились по всьому світу. В Європі та Північній Америці дівчата з'являються для публіки в досить відвертому вбранні, тоді як в арабських країнах, ряді держав Африки, а також у Росії використовується скромніший одяг. 

## Цікаві факти
- Організатори бійцівських шоу завжди намагалися розбавити бої чимось неординарним. Крім конферансьє з гучним голосом, були потрібні люди для глухих глядачів. Так на ринг з табличками виходили чоловіки і навіть карлики з подачі відомого промоутера Міккі Даффа. Але ніхто не міг зрівнятися з ринг-гьорлз.